# Felsőzsolca
Felsőzsolca kisváros Borsod-Abaúj-Zemplén vármegyében, a Miskolci járásban. A vármegye 10. legnépesebb települése.

## Fekvése
A megyeszékhely Miskolccal közvetlenül határos, attól keletre fekszik, a Bükk-vidéken, a Sajó folyó bal partján, a borsodi tájegység Abaújjal határos keleti oldalán. Felszíne sík, enyhén hullámos, a talajképző kőzetét löszös anyag alkotja.

### Megközelítése, közlekedése
Az ország távolabbi részei felől a legegyszerűbben a 3-as főúton közelíthető meg, amelyből az északi határában ágazik ki a 37-es főút. A környező települések közül Arnóton át Boldvával a 2617-es, Ongával és Gesztellyel a 3605-ös, Sajóláddal és Muhival pedig a 3606-os út köti össze.
A hazai vasútvonalak közül a Budapest–Sátoraljaújhely-vasútvonal és a Felsőzsolca–Hidasnémeti-vasútvonal érinti, melyeknek egy közös megállási pontja van a határai között. Felsőzsolca vasútállomás a település központjától körülbelül 3 kilométerre délre fekszik, a 3606-os út vasúti keresztezése mellett.
Felsőzsolca tömegközlekedését a szomszédos, miskolci közlekedési vállalat, az MVK Zrt. biztosítja. Jelenleg egy buszjárat, a 7-es busz szolgálja ki a lakosságot. Ezen kívül számos helyközi járat áthalad a város területén (a Szent István úton, illetve a Kassai úton). 2012. február 16-ától a 7-es busz körbejár Felsőzsolcán, érintve a Kassai, Dózsa György, Kodály Zoltán, Kazinczy Ferenc és Ongai utcákat is, ezáltal a korábbi 5 helyett immár 9 autóbuszmegálló található a városban.

## Földrajzi kapcsolatok
- Északkelet: Hernád folyó völgye, Szikszó
- Észak: Cserehát dombság
- Északnyugat: Sajószentpéter, Kazincbarcika, Edelény városok
- Nyugat: Miskolc megyei jogú város
- Dél: Sajó folyó völgye, Tisza mente, Tiszaújváros, Polgár, Debrecen városok
- Kelet: Tokaj-Hegyalja, Taktaköz, Szerencs, Tokaj városok

## Klíma
Jelleg: kontinentális, a hőmérséklet -25 °C-tól +35 °C-ig, az éves átlaghőmérséklet 11 °C.

## Vízrajz
A város mellett, a nyugati oldalon folyik a Sajó és az abba ömlő Kis-Sajó (a helyi lakosok által gyakran használt nevén: Bódva). Régen egy Pap-tója nevű tó volt Miskolc és Felsőzsolca között, aminek legendája is van. Állítólag egy templom süllyedt el a Pap-tóban. A tavat 2008-ban feltöltötték.
2010 júniusában megáradt a Sajó folyó és a Kis-Sajó patak, valamint helyenként jelentős belvíz is súlyosbította a helyzetet. A város 95%-a víz alá került, 201 ház összedőlt. 2200 ingatlanból 1800 rongálódott meg. 2011 tavaszán megtörtént az árvíz során megsérült régi Kis-Sajó híd bontása, valamint elkezdődött a Kis-Sajó medrének kotrása, és egy, a települést védő gát építése is annak északi és nyugati határa mentén.

## Története
A terület a neolitikum óta lakott. Először 1281-ben említik egy okiraton, amely a Miskolc és Zsolca közti birtokvitát zárja le azzal, hogy a két település határa mindenkor a Sajó folyó.
A középkorban Zsolca virágzó település volt, a törökök azonban feldúlták. Az 1848–49-es forradalom és szabadságharc során is veszteségeket szenvedett a falu, az oroszok felgyújtották. A zsolcai csata emlékére 1867-ben emlékművet emeltek, Zsolca az ország második olyan települése, ahol a szabadságharcnak emlékművet állítottak.
A 19–20. század fordulóján a település lakossága nagyjából fele-fele arányban foglalkozott mezőgazdasággal és iparral-kereskedelemmel.
A 20. században Borsod megye jelentős iparvidékké vált, Felsőzsolca népessége is nőtt, főként a Miskolchoz való közelsége miatt. 1980-ra már hétezernél is több lakosa volt. 1997. július 1-jén városi rangot kapott. Azóta minden évben tartanak városnapokat, 2007-ben a 10 éves jubileumi rendezvényeket.
Felsőzsolca – feltehetőleg a Sajónak mint természetes határnak köszönhetően – nem olvadt be Miskolcba, de a két város szoros szimbiózisban él. Felsőzsolca az agglomeráció egyetlen települése, ahová az MVK Rt. városi buszai járnak ki.
2009-ben korszerű társasház épült meg a város határán.
2010-ben minden idők legnagyobb árvize zajlott le a városban. Összesen 201 ház dőlt össze és mintegy 1800 ingatlan rongálódott meg a 2200-ból, az újjáépítés folyamatban. 2010. június 4-ét a tragédia napjának nevezték el.
2010. augusztus 19-én Richter skála szerinti 3,1-es erősségű földrengés rázta meg a várost, december 14-én pedig egy 2,8-as erősségű.

## Közélete

### Polgármesterei
- 1990–1994: Fehér Attila (független)[4]
- 1994–1998: Fehér Attila (független)[5]
- 1998–2002: Fehér Attila (független)[6]
- 2002–2006: Fehér Attila (független)[7]
- 2006–2010: Fehér Attila (független)[8]
- 2010–2014: Dr. Tóth Lajos József (független)[9]
- 2014–2019: Dr. Tóth Lajos József (független)[10]
- 2019–2024: Szarka Tamás (független)[11]
- 2024– : Szarka Tamás (független)[1]

## Népesség
A település népességének változása:
| Lakosok száma | 6658 | 6605 | 6521 | 6292 | 6290 | 6405 | 6401 |
|               | 2013 | 2014 | 2015 | 2021 | 2022 | 2023 | 2024 |

2001-ben a település lakosságának 85%-a magyar, 15%-a roma nemzetiségűnek vallotta magát. Ezen kívül még bolgárok és lengyelek is élnek kisebbségként Felsőzsolca területén.
A 2011-es népszámlálás során a lakosok 87,8%-a magyarnak, 11,8% cigánynak, 0,5% bolgárnak, 0,3% németnek, 0,2% ruszinnak mondta magát (12,2% nem nyilatkozott; a kettős identitások miatt a végösszeg nagyobb lehet 100%-nál). Vallási megoszlás szerint: római katolikus 42%, református 13,7%, görögkatolikus 8,6%, evangélikus 0,7%, felekezeten kívüli 10,5% volt (23,6% nem nyilatkozott).
2022-ben a lakosság 91,6%-a vallotta magát magyarnak, 7,6% cigánynak, 0,3% bolgárnak, 0,2% németnek, 0,0-0,1% görögnek, örménynek, románnak, szlováknak, ukránnak és ruszinnak, 2,2% egyéb, nem hazai nemzetiségűnek (8,3% nem nyilatkozott; a kettős identitások miatt a végösszeg nagyobb lehet 100%-nál). Vallásuk szerint 36,9% volt római katolikus, 15% református, 7,8% görög katolikus, 0,6% evangélikus, 0,5% egyéb keresztény, 0,2% ortodox, 7,6% felekezeten kívüli (30,8% nem válaszolt).

## Gazdasága
A város határában ipari parkot létesítettek, ahol számos cég telepedett meg. Többek között a brit tulajdonú GKN Automotive Hungary Kft. is itt építette fel új autóalkatrész-gyárát, melyet 2023 szeptemberében adtak át. Az üzemben féltengely és kardántengely gyártása valósul meg, a gyártóüzemen kívül logisztikai csarnok, irodaépület és egy mérnöki központ is épül. Az avatóünnepségen elhangzott, hogy a létesítmény az indulás évében 200 főt, az építkezés második fázisának befejezésekor, 2026 végén 1500 főt foglalkoztathat majd.

## A címer leírása
Hegyestalpú pajzs zöld mezejét felső harmadában ezüst hullámos sáv (pólya) osztja ketté. Alatta ezüst színű, hegyével lefelé álló, szembefordított csoroszlya és ekevas lebeg. A pajzstartó kiterjesztett szárnyú koronás fekete sas, jobb karmában ezüst kardot tartva.
A pajzsban a régi mezőgazdasági szerszámok (ekevas és csoroszlya) a hagyományos földművelést, az ezüst hullámos sáv a Sajót jelképezi.
A címertartó sas utal egyfelől a hajdani birtokos Rákócziakra, másfelől kifejezi a település harcok dúlta történetét is.
A község feudális kori pecsétnyomóját a Borsod-Abaúj-Zemplén Megyei Levéltár őrzi. Ennek felirata: „F.ZSOLTZA.HELYSEGE. PETSETJE. 1817”. Ábrája: csoroszlya és ekevas, fölötte valószínűleg a folyót szimbolizáló barázdált sáv.
A pecsét jelképei a leggyakoribbak közé tartoznak, falvak egész sora rendelkezett hasonlóval, ill. csaknem azonossal. Tekintettel arra, hogy a község birtokosai közül a legnevezetesebb a Rákóczi-család volt, ezért ennek a családnak a címeréből szerepel a község címerében a kardot tartó sasmadár.

## Intézmények
- Általános Művelődési Központ  2001-2011 (ide tartozott mint Intézményegység a Krisztina Napköziotthonos Óvoda, a Platty Ida Napköziotthonos Óvoda,  a Szent István Két Tanítási Nyelvű Iskola, a Kazinczy Ferenc Általános Iskola, a Zeneiskola, az Egységes Pedagógiai Szakszolgálat, a  Közművelődés,  és a Városi Könyvtár) Hat telephelyen voltak az Intézményegységek.
- Szent István Katolikus Általános Iskola (2012 óta)
- Kazinczy Ferenc Református Iskola (2012 óta)
- Csomasz-Tóth Kálmán Református Alapfokú Művészeti Iskola Felsőzsolcai Tagintézménye (2012 óta)
- Felsőzsolca Napközi Otthonos Óvoda (két telephellyel)
- Felsőzsolcai Közművelődési Intézet és Városi Könyvtár 2012 óta
- Egységes Pedagógiai Szakszolgáltató és Családgondozó Központ (?)
- Felsőzsolca Városi Rendezvények Háza
- ZsolcaTV  Archiválva 2020. augusztus 9-i dátummal a Wayback Machine-ben (2005 óta)

## Látnivalók
- 1851-ben épült meg a görögkatolikus templom.
- Római katolikus temploma 1900-ban épült, Keresztelő Szent János tiszteletére szentelve.
- Bárczay-kastély, melyet 2001-ben újítottak fel.
- Múzeum és könyvtár a Bárczay-kastély épületében.
- 2005-ben adták át a Trianon-emlékművet a Millenniumi Emlékparkban, amelyet minden év június 4-én megkoszorúznak az 1920. június 4-i évforduló alkalmából. 2010-ben ez elmaradt, az árvíz miatt.
- A Felsőzsolcai szélerőmű 2006-ban épült meg.
- 2005-ben Közép-Európa első bolgárkertész emlékművének felavatása (https://web.archive.org/web/20160320064030/https://www.kozterkep.hu/~/12087/felsozsolcai_bolgar_kisebbseg_emlekmuve_felsozsolca_balogh_zsofia_2005.html)
- Felsőzsolca és Miskolc között korábban volt egy motokrossz pálya, amit 2008-ban lebontottak.
- 2009-ben a városban Székelykaput állítottak a Kegyeleti Park bejárataként.

## Sportélete
A Felsőzsolca Városi Sport Club (Felsőzsolca VSC) 1935-ben alapított labdarúgóklub. 2005-2006-ban megnyerte a megyei bajnokságot.

## Testvértelepülések
- Királyhelmec, Szlovákia
- Korláthelmec, Ukrajna[forrás?]
- Delčevo, Macedónia[forrás?]
- Nyikómalomfalva, Románia
- Visk, Ukrajna[forrás?]
- Olsztynek, Lengyelország
- Magyarkanizsa, Szerbia
- İzmir (a város 'Gaziemir' nevű kerülete), Törökország
- Draganovo, Bulgária[forrás?]